# Marga (okręg Mehedinți)
Marga – wieś w Rumunii, w okręgu Mehedinți, w gminie Godeanu. W 2011 roku liczyła 67 mieszkańców.